# Szenior örömtánc
A szenior örömtánc olyan közösségi tánc, amelyet úgy terveztek meg, hogy alkalmazkodjon az idős szervezethez. A tánc teljességében csak kíméletes mozgáselemeket tartalmaz, alapvetően 50 év felettieknek fejlesztették ki. A foglalkozásokon vidám zenére, gyakran régi slágerekre táncolják el ezeket az egyszerűsített koreográfiákat. Van, hogy páros táncot tanulnak, máskor sortáncot vagy körtáncot. Az irány- és a partnerváltások miatt végig szükség van a koncentrációra, amely jótékony hatással van az agyműködésre. Növeli az állóképességet, javítja az egyensúlyérzéket, fejleszti a mozgáskoordinációt. Kutatások kimutatták, hogy segít a demencia és az Alzheimer-kór megelőzésében. Akut mozgásszervi vagy egyéb betegség esetén azonban ajánlott a kezelőorvossal való egyeztetés. Mivel nincs szükség előzetes tánctudásra, sem partnerre, így mindenki számára nyitott a lehetőség, hogy csatlakozzon a tánccsoporthoz. Segíthet azoknak az idős embereknek, akik magányosnak érzik magukat.
Nyugat-Európában már 40 éve jelen van, Magyarországon azonban csak nemrégiben kezdett terjedni. A szenior örömtánc Németországból származik. Ilse Tutt nyugdíjas tánctanárnő rendszeresen szervezett tánctalálkozókat a német fiataloknak, mígnem 1976-ban két kollégájával együtt kiképezte az első szeniortánc-oktatókat. A szeniortánc olyan nagy sikert aratott, hogy rövid idő alatt elterjedt Nyugat-Európában. Megalakult a nemzetközi szeniortánc-szövetség, melynek ezidáig 14 ország volt a tagja. 2017-ben a szervezethez Magyarország is csatlakozott.  